# 曹長青
曹长青（1953年12月26日—），美籍華人傳媒工作者、政評家和作家，出生於中华人民共和国黑龍江省北安市，后来因反对中共政權一事而移民美國。曹长青的政治立場偏向於极右派，他擁護保守主義和支持美國共和黨。曹长青反对中国共产党、共产主义及社會主義，他也支持台灣獨立運動、西藏獨立運動、新疆獨立運動及克里米亞獨立運動。曹長青曾經擔任《民視》、《美國之音》、《自由亞洲電台》及《新唐人电视台》等中文媒體的專欄撰稿人及發言嘉賓。

## 生平
曹长青早期從事詩歌創作、诗歌理論研究。在中华人民共和国黑龍江大學求學期間曾主持文學社團「大路社」，擔任該社社長，知名作家哈金为该社成员之一。
1982年畢業於黑龍江大學中文系。毕业后曾多次在黑龙江共青团创办的杂志《黑龙江青年》担任记者，并且撰写多篇知名人士的采访文章，曹长青曾专访过华罗庚、刘绍棠、张扬、浩然、曲波、廖沫沙、杨沫等诸多社会知名人士。后任《深圳青年報》副總編輯。該報發表多篇挑戰中國共產黨一黨專制的文章，甚至直接呼吁鄧小平主动辞职下台。《深圳青年報》於1987年被中国政府關閉後，曹於1988年自費赴美國留學，後遭中國取消護照，遂於1996年歸化成為美國公民。
他被視為中國海外反中共阵营人物之一，但他鮮少參與海外民運活動。迄今为止，曹长青点名批评过的中华人民共和国持不同政见者包括王丹、柴玲、吾尔开希、刘晓波、胡平、余杰、滕彪、郭宝胜、王军涛、夏业良、唐柏桥、李洪宽、袁红冰、吴弘达、于大海、陈军、龚小夏等人。
1989年六四事件結束後，他在洛杉磯創辦《新聞自由導報》，1990年離開。先後在哥倫比亞大學東亞研究所、東西方中心做訪問學者，從事新聞研究。后定居紐約，專事寫作，發表大量政論文章，主要是批判中国共产党和中国国民党以及評介美國政治。先後成為《自由時報》、《壹號人物》、《看雜誌》、《香港蘋果日報》、《開放雜誌》等媒體的專欄作家，以及《華視新聞》、《民視新聞台》、《美國之音》、《自由亞洲電台》、《大纪元时报》、《新唐人》、《洛杉矶1300》等媒體的評論員。自2005年起，主持网络影视評論《長青論壇》。
2016年8月起成為《政經看民視》節目固定來賓。在臺湾節目《正晶限時批》一期中，曹長青表示自己当年是先自费留学美国，但由於抨擊中共，其後中华人民共和国不更新其护照。在關於支持郭文贵的政治庇护申请一事的问题上，他承认自己当年也是通过政治庇护來解决身份问题以拿到美国绿卡，五年后獲得美国国籍。
2017年5月30日上節目《政經看民視》談端午節由來，曹長青説屈原投河是因為怕「秦始皇他們」焚書坑儒，但事實上屈原死的時候是西元前278年，當時秦始皇都還沒出生（西元前259年)，被指其基础知识水平较低。
2017年10月28日，曹長青在YouTube上發佈影片，表示他認為中华人民共和国主席習近平可能會在十九大會議結束後不久便把中华人民共和国副主席王岐山送入監獄，但這個預測一直沒有應驗，王歧山後來還多次作為習近平所派遣的特別代表出訪外國。
2018年，曹長青開始擔任臺灣網路媒體《讀報》的專欄作家，直到2019年6月政經傳媒創辦《呷新聞》以取替《讀報》為止。

## 政治立場及思想
曹長青為親西方的右派人士，他反對共產主義和社会主義、推崇資本主義和民主主義、奉信個人主義、反对任何形式的集体主义。曹長青在他的个人网站上称，他推崇西方文化、西方文明、西方主流價值觀和美式民主制度、主張尊重台灣人民的選擇權
。曹长青支持美国共和党所擁護的保守主义理念、強烈反對美国民主党。
1994年5月22日，曹長青表示他認為共產主義的核心是謊言，一切致力挑戰共產主義的人們唯一的武器是真實，「謊言不能打倒謊言，只有真實才能戰勝虛假」；如果為了目的不擇手段，即使此樣的人打垮了共產黨、掌握了權力，也只能是「共產黨第二」，因為共產主義的思維模式沒有變。
2001年1月，從中國大陸流亡境外的民運人士王丹接受《東森新聞報》訪問時說，《天安門文件》的真偽不是最重要的問題，重要的是文件流出所反映的問題。但2001年1月17日，曹長青反駁稱王丹這種思維模式就是為了目的不擇手段，如果《天安門文件》是偽造的，它的“流出”不會“反映出任何問題”，只能在中國人的造假紀錄上再加一個大醜聞；只有幫助人們確信「這批文件資料是真實的」，《天安門文件》才可能「對中國的民主化起推動作用」。
2004年初到2011年1月23日，曹長青在《自由時報》連載「曹長青專欄」每週一篇、「星期專論」每月一篇，不寫了的原因是民主進步黨主席蔡英文打電話向《自由時報》高層要求撤下「曹長青專欄」。2019年5月10日曹長青自述，2010年1月4日的「曹長青專欄」，抨擊中華民國總統兼中國國民黨主席馬英九的元旦祝詞「睜眼說瞎話」、「謊話連篇」，更抨擊蔡英文在《自由時報》發表的給民進黨黨員公開信「空話連篇」、「空洞無物到令人吃驚」，導致蔡英文打電話施壓；事後，雖然「曹長青專欄」沒被撤下，但他在《自由時報》發表的文章「因為某些觀點問題而遭到修改，有的甚至無法發表」。曹長青說，他寫給《自由時報》的最後一篇「星期專論」是2011年1月23日評論民進黨全代會通過「全民調」選出黨主席，該文批評全民調不能讓黨員行使投票權，結果該文沒有見報，於是他決定不再給《自由時報》寫任何文章。
2011年民主進步黨總統提名選舉蔡英文勝選之際，曹長青預言蔡英文會在2012年中華民國總統選舉輸給馬英九，結果一些泛綠支持者不悅，甚至被前台灣人公共事務會（FAPA）會長出面呼籲抵制；最後，蔡英文果然如曹長青所言，輸給馬英九。
2016年，曹長青成為民視新聞台政論節目《政經看民視》之常態來賓。。2019年5月10日，曹長青說，蔡英文上任總統以後不滿他在《政經看民視》批評她，她在與台獨大老們談話時點名指責他是美國人、不應該干預台灣的事情，「那個口氣和邏輯，就跟在電視上辯論不過我、就拿我是美國人來說事的國民黨文傳會的人一樣，這就是蔡英文的水準」。
2016年10月22日，在北美洲台灣人醫師協會總會的拉斯維加斯年會晚宴上，曹長青專題演講〈醫師救國和台灣前途〉，指出，中華民國是虛假國號，其實中華民國已滅亡，台灣應該正名、用「台灣」名字加入聯合國。
2017年郭文貴事件爆發後，曹長青在接受旅美華人牧師郭寶勝專訪時，力挺郭文貴爆料，並稱讚郭文貴爆料對中國人結束專制所起的作用。
2019年，曹長青引用了美國愛許蘭大學政治學教授彼得·施拉姆的話「我們是生錯了地方的美國人」。他說，美國人代表自由、生命、追求幸福，他希望自己和世界上的每一個人都能做一個像美國人的自由人。

## 争议言行

### 评价韩寒
2019年10月2日，曹長青在推特上聲稱著名作家韩寒造假，认为他以抨擊中國政府的方式來幫助中共洗腦。但在大約九年前，曹長青曾經在被發表於2010年8月2日的文章〈文化娼妓李敖、陳文茜〉中，曹長青侮辱親中的黨外時期著名作家李敖及政治人物陳文茜，當中夾雜着不少粗鄙字眼，曹長青辱稱他們為「文化流氓」、「文化娼妓」，聲稱像李敖這類的人在中國到處都是；亦稱陳文茜為「台灣的那個妖婆」。曹长青表達了對批評韓寒者的反對：「年過半百的陳文茜，是二十幾歲的韓寒的母親的年齡，這種年齡的女人，用地痞語言罵一個青年人，就夠病態的了，更可惡的是，韓寒在中國那種嚴酷、惡劣的環境下，説幾句真話、挑戰一下中共政府，是多麼不容易，她陳文茜不給鼓勵和支持，就夠孬種的了，現在還出來連諷帶罵，實在太招人恨了。」又稱讚韓寒説：「韓寒在中國能有今天的影響力，是各種因素綜合的結果，有相當的獨特性，是不可複製、模仿的。他不到二十歲就開始寫小説，在年輕人中很暢銷。而且他是一個成功的賽車手，得過多次中國賽車的冠亞軍，也在國際比賽上拿過不少名次。寫作和賽車完全是兩個領域，寫作者在體育方面有成就本身就奇特。小伙子又長得很帥氣，這導致他有了一種娛樂明星一般的大眾人氣。」

### 评价蔡英文
2012年1月22日，曹長青暗示他認為一旦倫敦政治經濟學院畢業的左傾的蔡英文當選總統，她可能與印度首任總理贾瓦哈拉尔·尼赫鲁一樣接受倫敦政治經濟學院那套社會主義想法，令全國經濟成「國營、社會主義」，最後全國貧窮，但一些馬克思主義者認為民進黨奉行社會資本主義，蔡英文亦無意推動社會主義化進程。曾預測蔡英文在2016大選會輸給朱立倫，結果蔡英文大勝三百萬票以上。

### 评价曼德拉
2013年12月7日，曹長青撰文聲稱南非政治家曼德拉絕不是英雄，「在很多時候跟世界上臭名昭著的獨裁者站在一起，是他們的鐵桿朋友，成為邪惡的同盟」，並且宣稱曼德拉是堅定的社會主義者，但事實上在曼德拉上台前，南非共和國共和政府便一直以國有資本主義的名義實行被視為國有社會主義重要元素的統制經濟制度，相反，民族團結政府上台後，南非共和國開始在不少領域推動市場化進程並實行被視為混合資本主義重要元素的混合經濟制度。

### 评价台独
於2016年4月22日上節目「正晶限時批」表示，為了爭取獨立，東帝汶七十萬人死了二十萬，所以台灣人民不要怕，要有美國人「不自由毋寧死」的精神，脫離中國傳統文化中「好死不如賴活著」的糟粕並勸台獨人士用生命換獨立，結果其他嘉賓因其偏激的言論而不敢接話。此外，事實上其所指死去的二十萬東帝汶人大多是在印尼統治時期死於殺戮、失蹤、饑荒或疾病等等的無辜人民，並不一定是因爭取獨立一事而死去的人士。在因東帝汶在公投結束後決定獨立一事而爆發的東帝汶危機中死去的人數大約是二千人，與二十萬人這個數目相去甚遠。

### 评价川普
2016年美國總統大選開始前，曹長青多次撰文批評共和黨候選人川普，將他與墨索里尼和希特勒相提並論，原因是三者都藉由煽動民族主義、排外和使用極端的口號博得公眾支持，並且聲稱羅馬主義者的暗中支持也是川普與希特勒發跡的共同點。共和党初选中川普意外擊敗盧比奧後，又認為他必然輸給民主黨候選人希拉蕊，並且多次抨擊川普的各種言行，像是美墨邊境建牆、與白人至上主義若即若離的關係、使用粗鄙的文字嘲諷女性而有厭女傾向及宣傳恐伊情緒阻擋伊斯蘭教信奉者進入美國等等，又聲稱：「在美國過去總統大選中，從未有過一個主要參選人像川普這麼離譜。」
但在十一月的投票中川普大獲全勝，曹長青隨即改口支持他，表示「我們都不是完人」，並且在之後數年成為川普的狂熱支持者。曹長青為了維護川普形象，時常發文抨擊、咒罵那些抨擊川普所實施的政策的民主黨人甚至是共和黨人。曹在2020年美國總統選舉前為川普造勢、斥罵民主黨候選人拜登，並且認為川普一定會贏得2020年美國總統選舉的勝選，結果川普落選。由於曹長青的態度轉變之快，因此很多網民都認為曹長青是政治投機份子。2024年共和黨副總統提名人范斯也曾經聲稱川普很像希特勒，曹長青立刻拿來與自己比較，試圖證明自己以前將川普比喻為希特勒是合理的。
2020年9月18日，美國最高法院大法官去世後，曹在網上發文聲稱“金斯伯格极左，还多次直接诋毁川普总统”，藉此稱讚前往參加金斯堡葬禮的川普正總統「大度」，並且表示金斯堡因為多次批評川普導致癌症病情加重而去世，還暗示他認為是上帝在懲罰這些「左瘋」。
2020年美国总统选举結束后，曹长青散播阴谋论。其多次出帖文暗示或明示他認為美国总统拜登通過选举舞弊來獲勝，质疑稱民主党操纵选举结果。然而，多次地方选举审计及各级法院判例，包括由特朗普提名的美国最高法院大法官，均表示沒有證據顯示存在大规模舞弊行为。

### 评价柯文哲
於2018年7月23日《政經看民視》語出驚人表示台北市長柯文哲的臉書粉絲專頁點讚共三千多人，其中大約一千六百人來自印度，他還聲稱：「柯文哲可能（是因為）長得黑，（所以）印度人都喜歡他。」曹長青於節目上表示，台北市長柯文哲非常擅於操縱網路，他說，自己曾看到去年（2017）九月份《上報》的一篇報導，其中指出，柯文哲臉書粉絲專頁是三千多人，其中有大約一千六百個讚數來自印度。曹長青聲稱，柯文哲所擁有的專頁還有巴基斯坦、孟加拉、越南等國民眾按讚，曾長青説：「那不都是假的嗎？」曹長青也聲稱，国民党籍的前中华民国總統府發言人羅智強臉書專頁的粉絲比柯文哲多，共有四十五萬餘人，但其中一半的粉絲都來自東南亞國家，「還有來自尼加拉瓜的」，曹長青聲稱：「可能那些尼加拉瓜的人，覺得羅智強喜歡吃台灣地瓜紅薯什麼的，所以給他投票。」但其實到柯文哲和羅智強的臉書一看會發現，真實的粉絲數明顯和曹長青的說法有出入，原因是柯文哲手羅智強兩人的粉絲數都分別破一百八十萬和九十三萬人。

### 评价郭文贵
2018年8月8日，曹長青在接受《民報》專訪時，表達了對備受爭議的流亡海外的富商郭文貴的支持，並且表示他認為包括郭寶勝牧師在內的不少批評郭文貴的反中共派人士之所以會反對他，是因為郭文貴沒有長期給他們資金，又聲稱這些人可能是收取了中共所給予的金錢才這樣做。但在2023年3月15日，美国司法部发布消息称，郭文贵因策划超过十亿美元的诈骗阴谋一事而被逮捕，起诉书陳列了十二项罪名，指控郭文贵犯有电汇欺诈罪、证券欺诈罪、银行欺诈罪和洗钱罪等等。同日，美国证券交易委员会指控郭文贵及其财务顾问余建明参与未注册和欺诈性发行，骗取超过八亿五千萬美元的资金，一些反對中共的人士表示他們認為郭文貴罪有應得。

### 评价美国种族问题
在基諾沙騷亂槍擊案中，被告17歲少年凱爾·里滕豪斯遭陪審團一致裁定所有指控均無罪，曹長青雖為被告無罪感到高興，但同時也表示他認為，若遭擊斃的2名男子為黑人，判決結果可能不同。曹長青也聲稱華裔波士頓市長吳弭及紐約州眾議員孟昭文在這件事情上的立場是「颠倒黑白」的，並且表示他認為華人一定要投給華人這個想法是「希特勒奥斯维辛思维」。
曹長青時而會引用無從考據的資料以證明自己的觀點。特別是在自然科學等領域，由於曹非理科出身，而且教育程度受到文革的影響，因此常常表現出對專業知識的缺乏。在2021年德克薩斯州大停電中，曹以出現極端低溫現象試圖證明全球暖化現象並不存在，因而被經常抨擊中共的著名作家方舟子批評。
曹長青經常以粗話侮辱他厭惡的人，例如辱罵紐約州州長古莫是「智障」、表示他認為拜登還不如乾脆選唐氏症患者來當官和辱罵東京奧運中國籍女羽球選手陳清晨是「弱智」和「精神病」。
曹長青長期持反同立場，聲稱容許同性戀流行此舉會導致社會崩壞，因而嚴厲抨擊美國民主黨所實施的部分政策。曹長青聲稱維吉尼亞州某中學允許自認女性的男性進入女廁，導致其他女性被性侵害，最後警方竟逮捕受害者的父親，並且聲稱此錯誤政策由拜登和歐巴馬所推廣，對沒有合法化同性婚姻的已開發國家如日本則給予高度評價，同樣沒有合法化同性婚姻的中國和伊朗甚至是已開發國家的韓國卻沒有得到等同的讚賞。
曹長青曾在推特上發表帖文，否定美國國內的白人至上主義情緒的危害性，認為只有黑人才會造成威脅，並且多次強調黑命貴運動是黑人至上主義社會運動、是一種另類的種族歧視。然而，數項分析研究顯示，與黑命貴運動有關的安提法組織並不是美國所需要預防的重大安全隱患，極右翼極端思想和白人優越主義才是美國需要面對的頭號風險。

### 评价普京
於2022年，在俄烏戰爭爆發之後，曹長青多次抨擊西方國家及烏克蘭共和國，儘管他指責俄國入侵烏克蘭在先。曹長青表示他認為俄羅斯聯邦總統弗拉基米爾·普京主席被西方國家針對的原因在於反對變性與同性婚姻，導致西方國家利用這場戰爭抹黑他。曹長青聲稱俄國無法被推翻，他也聲稱烏克蘭共和國及西方國家所製作的假新聞已經形成了一言堂。
事實上，其所認定是左翼媒體之一但實質是偏左中翼媒體的《紐約時報》在戰爭爆發前夕曾經發表由烏克蘭新聞網站《基輔獨立新聞》主編奧爾加·魯登科（Olga Rudenko）所撰寫的政評，他在文中批評烏克蘭共和國總統弗拉基米爾·澤倫斯基主席，顯示其並不是無時無刻都在支持基輔軍政府的。此外，戰爭爆發的原因是甚麼這個問題仍有很大的爭議性，西方國家國內的民間輿論大多認為普京總統試圖重建蘇維埃帝國。有自由国际主义者聲稱奉行保守國際主義的俄國等一些國家試圖摧毀自由國際秩序。另一方面，一些主流媒體表示其認為俄國聯同中國向全世界散播各種謠言以試圖扭曲俄烏戰爭所呈現出來的面貌，其中不少謠言是由美國國內親俄的右翼媒體所製造出來的。另外，有政評人聲稱俄國利用已經被政治化的俄羅斯正教以宣揚沙文主義，並且誘使不少信奉基督教的美國國民支持俄國。然而，有世俗主義者聲稱俄國沒有真正地踐行基督教的精神，卻以捍衛宗教一事為借口，打壓少數群體和侵略其他國家等等，可是有許多信奉基督教的宗教保守主義者盲目地支持表面上擁護基督教但實際上已經十分世俗化的俄國，另一方面，俄羅斯正教不少反對發動戰爭的神職人員受到俄國打壓，天主教教宗方濟各博士表示他不認可支持俄國發動戰爭的俄羅斯正教主席牧首基里爾主席在此事上所持有的觀點。此外，普京總統被一些專家認為是新史達林主義的支持者，其試圖使俄國國民對於蘇聯主席約瑟夫·史達林總書記的看法變得正面，還有一些政評家聲稱在普京總統領導下，俄國奉行新蘇聯主義，其試圖重現蘇聯曾經擁有的榮耀，而且俄國經常歪曲事實、恐嚇鄰國、鎮壓抗議活動和鼓動國民仇視昂撒人等等，這些意識型態顯然與曹長青所宣稱的他所奉信的反共產主義相違悖。

## 評價

### 正面评价
- 《台灣蘋果日報》總主筆卜大中稱，當他剛認識曹長青時，曹長青「世界性的知識不足，顯然是“中國有限政治下的產物”——一個“叛逆的產物”。可是多年下來，他“努力進修”，“廣泛閱讀”，“進步”之神速“令人咋舌”，也“少有人可比”。最可貴的是他的“自我（包括自我民族）反省的能力”……」[115]。
- 卜大中稱：「旅美中國異議作家曹長青的新著評論當代西方新保守主義和新自由主義兩派知識份子的論戰。鮮明地站在新保守主義一方，無情地披露左派知識份子的偏執和偽善。」[116]

- 流亡美国的中国富商郭文贵谈到曹长青时说：“曹先生真是中华民族的真男人！文贵佩服至极。”[117]

- 知名美籍华人作家哈金在其小说《折腾到底》（The Boat Rocker）的扉页上，明确表示要将该小说献给曹长青（For Cao Changqing）。

### 负面评价
- 民視在2017年發生經營權糾紛，常務董事陳清福（其亦為味王董事長）在2017年4月25日「民視股東自救會發起會議」上表示，這二天自由時報報導，50個人連署「打一場台灣價值保衛戰」，這些都是為台灣做過事的人，他給予尊重，「但有一個叫曹長青，我每每到基層就有人抱怨，我看到那個臉我就轉台」。陳清福接著以邀請曹長青站台的民視新聞台政論節目《政經看民視》，數落郭倍宏擔任民視董事長後，民視收視表現每況愈下，他說，曹一小時鐘點費2萬元，4周即50萬元進帳，民視的股東過去很多是計程車司機，南部屁股坐到酸死，一天賺不到1,500元，北部好一點2,000元，《政經看民視》1年的製作費竟然高達7,000萬元，「前德國大使以前有花這麼多嗎？」（前德國大使指謝志偉，過去曾在民視新聞台主持《頭家來開講》）[118]。曹長青則在其臉書回應，「《中國時報》印刷版發表半版、電子版發表5篇攻擊我的文章，其中引述都來自陳清福。電視政論節目上的言論當然也是一種商品，擺在電視台上任觀眾挑選；既然陳清福杯葛我的商品，那我就必須毫不客氣地反擊、杯葛他的商品。同時必須迎頭痛擊那些在台灣過於囂張的所謂大老闆！所以，我呼籲捍衛民視、喜歡【政經看民視】節目的觀眾朋友們，出來抵制味王的產品！同時也要讓味王公司裡那些支持民視的員工們，認清他們的董事長是個什麼品行的人。」[119]
- 由於曹长青对於中华人民共和国以至於對於中華民國的各种言论時常出現錯誤，因此不但被部分台灣網友批評[120]，部分中国大陆网友更戲稱其為“战忽局台湾科科长”，簡稱「曹科長」，諷刺曹長青彷彿在「為北京放假消息」和为北京武统台湾提供依据[121]。

## 著作
| 出版日期 | 書名                                                                   | 作者                               | 出版社               | ISBN               |
| -------- | ---------------------------------------------------------------------- | ---------------------------------- | -------------------- | ------------------ |
| 1984年   | 《詩的技巧》                                                           | 曹長青、謝文利                     | 北京：中國青年出版社 | ISBN 9787500602187 |
| 1988年   | 《中國現代主義詩群大觀》                                               | 曹長青、徐敬亞、呂貴品、孟浪       | 上海：同濟大學出版社 | ISBN 9787560801988 |
| 1996年   | 《中國大陸知識份子論西藏》                                             | 曹長青                             | 台北：時報文化       | ISBN 9789571320380 |
| 2004年   | 《獨立的價值：全世界文明社會共同認知的價值》                           | 曹長青                             | 台北：玉山社         | ISBN 9789867375186 |
| 2004年   | 《美國價值》                                                           | 曹長青                             | 台北：玉山社         | ISBN 9789867375193 |
| 2005年   | 《理性的歧途：東西方知識分子的困境》                                   | 曹長青                             | 台北：允晨文化       | ISBN 9789867178046 |
| 2006年   | 《台灣的抉擇》                                                         | 曹長青                             | 台北：前衛出版社     | ISBN 9789578015302 |
| 2017年   | 《罵讚台灣人與事》                                                     | 曹長青                             | 台北：前衛出版社     | ISBN 9789578018211 |
| 2017年   | 《本土原味，台灣心聲：笨湖精彩一生》                                   | 金恆煒、彭文正、曹長青、卜大中     | 台北：前衛出版社     | ISBN 9789578018181 |
| 1998年   | 《Tibet Through Dissident Chinese Eyes: Essays on Self-determination》 | 司马晋（James D. Seymour）、曹長青 | 纽约：劳特利奇       | ISBN 9781563249235 |

## 外部連結
- 官方网站
- 曹長青的X（前Twitter）
- YouTube上的長青論壇頻道